# 루시즘

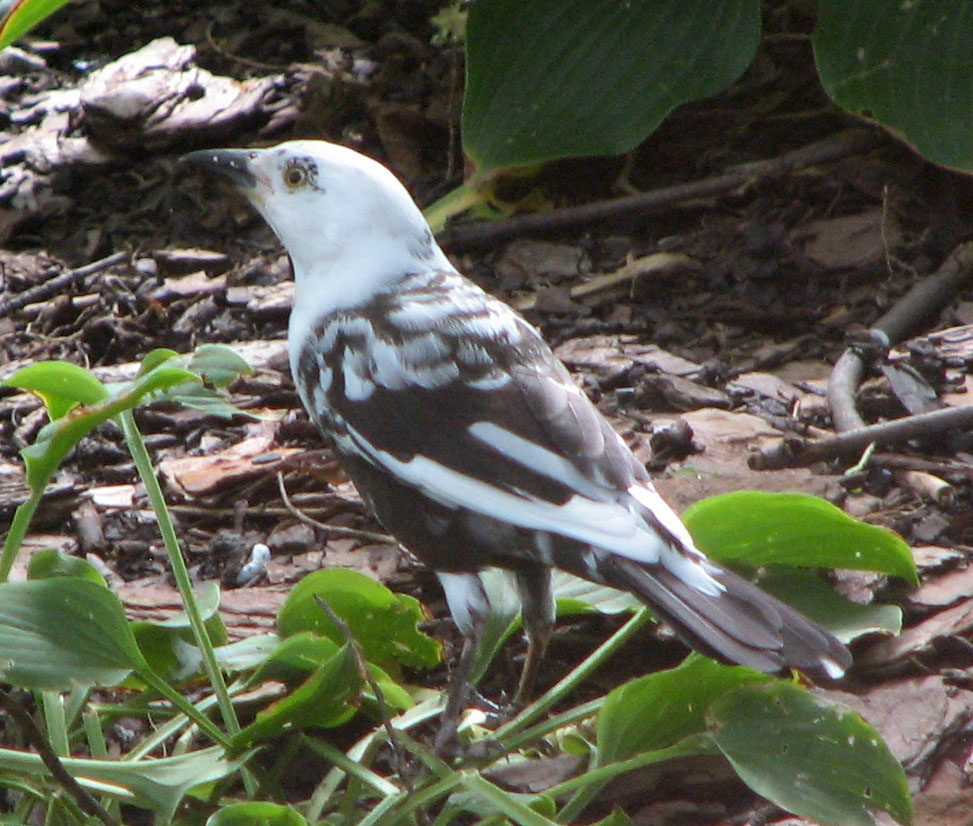
루시즘을 앓고 있는 Common Grackle

루시즘(leucism)이란 동물의 눈을 제외한 피부나 털, 깃털, 비늘, 큐티클 층이 부분적인 색소 소실로 인해 희거나 밝게, 혹은 얼룩덜룩하게 보이는 질병을 말한다. 백색증(albinism)과는 다르게 멜라닌(melanin) 뿐만이 아니라 다수의 색소 결핍이 그 원인이다.

## 세부정보
루시즘은 발생과정 중에 피부나 털, 깃털의 피부 세포 분화나 신경능(neural crest) 세포의 이동 결함으로 발생한 이질적인 동물을 뜻하는 말이다. 모든 종류의 색소 세포 발생이 실패한 경우, 몸 전체에서 증세가 나타나거나 색소 세포의 수가 부족하여 몸 표면에 얼룩이 지게 된다.
모든 색소 세포들이 같은 다분화능(multipotent)을 가진 전구세포에서 분화되므로, 모든 형태의 색소 결핍이 루시즘의 원인이다. 이는 루시즘과 곧잘 혼용되는 백색증과는 다른 점이다. 백색증은 멜라닌 생성 감소만이 그 원인이며 멜라닌세포(melanocyte)는 그대로 존재한다. 그러므로 황색소포(xanthophores)와 같은 다른 종류의 색소 세포가 존재하는 종에서는 백색증 개체의 몸이 완전히 희지 않으며 곧잘 연한 노란빛을 띈다.
색소 세포가 완전히 소실되는 경우보다는 부분적이거나 불완전한 색소결핍이 훨씬 흔하며, 일반적인 색과 무늬를 나타내야하는 동물들의 몸 표면에 흰색의 얼룩이 생긴다. 이러한 부분루시즘은 “얼룩말(piebald)” 효과로도 알려져 있으며, 피부에서 흰색이 차지하는 비율은 세대간 뿐만이 아니라 같은 부모에게서 태어난 자식들 간에도 크게 차이날 수 있다. 루시즘은 말이나 까마귀, 고양이, 개, 비단구렁이 등에서 두드러지게 나타나지만 다른 많은 종들에서도 발견되고 있다.

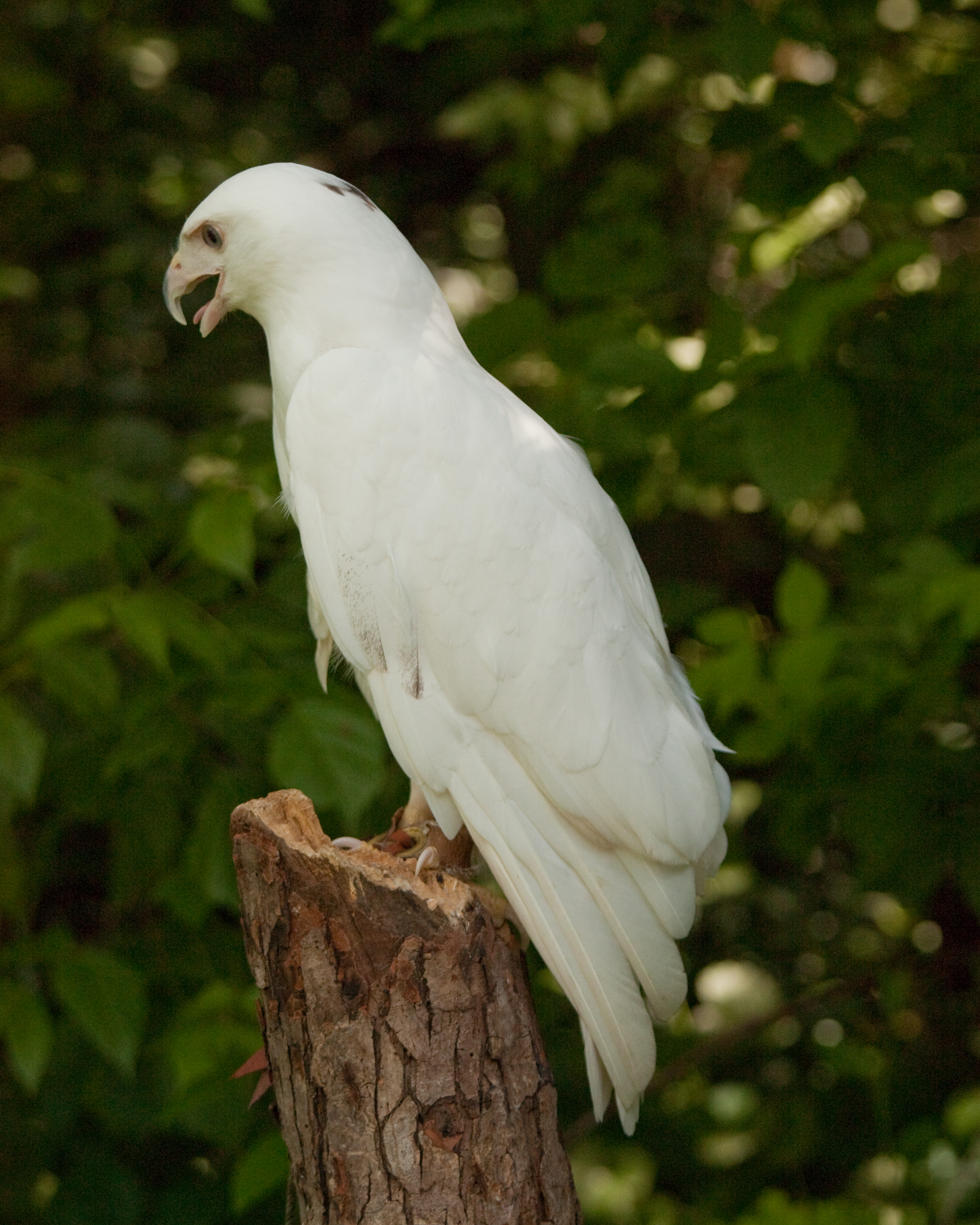
루시즘으로 인해 몸 전체가 희게 변한 맹금류

백색증과 루시즘의 또 다른 차이점은 눈의 색이다. 백색증은 망막색소상피세포(retinal pigmented epithelium)와 홍채의 멜라닌 결핍으로 인해서 표피 아래의 혈관이 비쳐 보이므로 눈이 붉은색이다. 반면에 대부분의 루시즘 동물의 눈은 일반적인 개체와 동일하다. 이는 망막색소상피세포의 멜라닌세포는 신경능에서 유래하지 않으며, 안배(optic cup)를 형성하는 신경관(neural tube)의 돌출된 부분에서 이동해오기 때문이다. 이 세포들의 발생학적 기원이 독립적이기 때문에 루시즘을 일으키는 유전적 원인의 영향으로부터 자유롭다.
변이되었을 때 루시즘을 유발할 수 있는 유전자로는 c-kit와 mitf, EDNRB가 있다.

## 어원
루시즘(leucism)이라는 단어는 의학용어(leuc - + - ism)에서 유래했다. Leuc-는 라틴어 leuk-와 동일하며, 이는 “흰색”을 뜻하는 그리스어 leukos에서 파생된 것이다.

## 연관어
- 백변종 (Leucism)
- 백색증 (albinism)
- 백피증 (leukoderma)